# Alaraz
Alaraz – gmina w Hiszpanii, w prowincji Salamanka, w Kastylii i León, o powierzchni 49,17 km². W 2011 roku gmina liczyła 537 mieszkańców.